# Jean Babin
Jean Babin (* 26. Februar 1905 in Montfaucon-d’Argonne, Département Meuse; † 14. Dezember 1978 in Nizza) war ein französischer Sprachwissenschaftler, Dialektologe und hoher Beamter im Bildungswesen.

## Leben und Werk
Babin war Sohn eines Lehrers und besuchte die Schule in Bar-le-Duc. Er studierte bei Mario Roques (Universität Paris), Albert Dauzat (École pratique des hautes études), Pierre Fouché (Universität Straßburg) sowie Charles Bruneau (Universität Nancy) und bestand 1933 die Agrégation de grammaire (Staatsprüfung für das höhere Lehramt). Nach jahrelanger Feldforschung zu den lothringischen Dialekten der Argonnen schloss er 1950 bei Charles Bruneau in Paris das Doctorat d’État mit einer dialektologischen (Les Parlers de l'Argonne, Paris 1954) und einer toponomastischen Arbeit (Les lieux-dits de la Commune de Boureuilles (Meuse). Etude de caractérisation toponymique, Paris 1952) ab.
Nach einigen Jahren als Lehrer an Sekundarschulen (Collèges und Lycées) schlug Babin eine Karriere als leitender Beamter des Erziehungswesens ein. Er war in den Schulaufsichtsbehörden (Inspections académiques) der Départements Oise, Aisne, Doubs und – nach der Befreiung Frankreichs im Zweiten Weltkrieg – Moselle tätig. Von 1946 bis 1948 arbeitete er bei der Schulbehörde (direction de l’enseignement) im französisch besetzten Saarland. Ab 1948 lehrte er zunächst als Maître de conférences (Hochschuldozent), ab 1954 als Titularprofessor an der geisteswissenschaftlichen Fakultät der Universität Lille.
Babin wurde 1955 Rektor der Académie (Leiter der regionalen Bildungsbehörde) von Straßburg. Auf seinen Anstoß wurde der neue Universitätscampus auf der Straßburger Esplanade gebaut, nachdem das Militär dieses Gebiet geräumt hatte. Außerdem setzte er sich für die Gründung des Zentrums für romanische Philologie und Literaturen in Straßburg ein. Ab 1957 war er Generaldirektor der französischen Studentenwerke. Von 1960 bis 1972 war er ein initiativreicher Rektor der Académie von Bordeaux. Zum Ende seiner Karriere war er von 1972 bis 1976 Leiter des Dienstes für internationale Universitätsbeziehungen.
Babin war ab 1932 mit Henriette Nicolas verheiratet, mit der er sechs Kinder bekam.
Er wurde in Varennes-en-Argonne (Département Meuse) bestattet, dem Heimatort seiner Mutter. Auf dem Campus der Universität Bordeaux Montaigne in Pessac erinnert die Avenue Jean Babin an ihn.